# The Lifetimes Tour
The Lifetimes Tour is de aankomende vijfde concerttournee van de Amerikaanse zangeres Katy Perry, gelanceerd ter promotie van haar zevende studioalbum, 143 (2024). De tournee begint op 23 april 2025 in Mexico-Stad, en eindigt op 4 november 2025 in Parijs. De tournee bestaat voorlopig uit 47 concerten. Het wordt haar eerste tournee in zeven jaar, na witness: The Tour (2017–2018).

## Aankondigingen
De tournee werd zeer voorzichtig aangekondigd. In tegenstelling tot andere wereldtournees, werden nooit meer dan 10 shows in 1 keer aangekondigd. Op 25 september 2024 kondigde Perry live aan in het Australische ochtendprogramma Sunrise dat ze aan de Lifetimes Tour zou beginnen met vijf data in Australië. Twee dagen later werden er, vanwege de vraag, extra shows in Sydney en Brisbane toegevoegd. Er werd een show in Adelaide aangekondigd op 29 september. Twee dagen later werden er nog twee extra shows in Adelaide toegevoegd, omdat de eerste en de tweede binnen een uur waren uitverkocht. Op 3 oktober 2024 voegde ze nog een show toe aan Melbourne, Perth en Adelaide. 
Op 11 november maakte Perry bekend dat ze de tournee naar Zuid-Amerika zou brengen met shows in Santiago, Chili, en Buenos Aires, Argentinië. Twee dagen later werden shows in Brazilië en Mexico aangekondigd, met in totaal vier extra shows verdeeld over Mexico-Stad, Monterrey en Guadalajara nadat de eerste data waren uitverkocht. De shows in het Verenigd Koninkrijk werden aangekondigd op 17 november 2024, waarbij één pond per verkocht ticket werd gedoneerd aan de Music Venue Trust. Op 21 november 2024 gaf ze een tweede show in Londen. Diezelfde maand werden concerten in Canada aangekondigd, en werd er vanwege de vraag een extra concert in Buenos Aires toegevoegd. Op 9 december 2024 kondigde Perry een kleine Europese tournee aan met acht shows. Twee extra shows werden toegevoegd in Parijs. Op 16 december 2024 kondigde Perry een datum aan in Bologna, Italië. Op 27 januari 2025 maakte de zangeres 25 Amerikaanse data bekend, met een extra datum voor Toronto. In februari 2025 kondigde Perry nog een show aan in Belfast, Hannover en twee shows in Spanje. 

## Tourdata
| Datum (2025) | Stad             | Land                         | Arena                                       | Opkomst |
| ------------ | ---------------- | ---------------------------- | ------------------------------------------- | ------- |
| 23 april     | Mexico-Stad      | Mexico                       | Arena CDMX                                  | —       |
| 25 april     | Mexico-Stad      | Mexico                       | Arena CDMX                                  | —       |
| 26 april     | Mexico-Stad      | Mexico                       | Arena CDMX                                  | —       |
| 28 april     | Monterrey        | Mexico                       | Arena Monterrey                             | —       |
| 29 april     | Monterrey        | Mexico                       | Arena Monterrey                             | —       |
| 1 mei        | Guadalajara      | Mexico                       | Arena Guadalajara                           | —       |
| 2 mei        | Guadalajara      | Mexico                       | Arena Guadalajara                           | —       |
| 7 mei        | Houston          | Verenigde Staten             | Toyota Center                               | —       |
| 9 mei        | Oklahoma City    | Verenigde Staten             | Paycom Center                               | —       |
| 10 mei       | Kansas City      | Verenigde Staten             | T-Mobile Center                             | —       |
| 12 mei       | Chicago          | Verenigde Staten             | United Center                               | —       |
| 13 mei       | Minneapolis      | Verenigde Staten             | Target Center                               | —       |
| 16 mei       | Denver           | Verenigde Staten             | Ball Arena                                  | —       |
| 17 mei       | Paradise         | Verenigde Staten             | T-Mobile Arena                              | —       |
| 20 mei       | Austin           | Verenigde Staten             | Moody Center                                | —       |
| 21 mei       | Dallas           | Verenigde Staten             | American Airlines Center                    | —       |
| 4 juni       | Sydney           | Australië                    | Qudos Bank Arena                            | —       |
| 7 juni       | Melbourne        | Australië                    | Rod Laver Arena                             | —       |
| 9 juni       | Sydney           | Australië                    | Qudos Bank Arena                            | —       |
| 10 juni      | Sydney           | Australië                    | Qudos Bank Arena                            | —       |
| 12 juni      | Melbourne        | Australië                    | Rod Laver Arena                             | —       |
| 13 juni      | Melbourne        | Australië                    | Rod Laver Arena                             | —       |
| 14 juni      | Melbourne        | Australië                    | Rod Laver Arena                             | —       |
| 17 juni      | Brisbane         | Australië                    | Brisbane Entertainment Centre               | —       |
| 18 juni      | Brisbane         | Australië                    | Brisbane Entertainment Centre               | —       |
| 22 juni      | Perth            | Australië                    | RAC Arena                                   | —       |
| 23 juni      | Perth            | Australië                    | RAC Arena                                   | —       |
| 26 juni      | Adelaide         | Australië                    | Adelaide Entertainment Centre               | —       |
| 27 juni      | Adelaide         | Australië                    | Adelaide Entertainment Centre               | —       |
| 29 juni      | Adelaide         | Australië                    | Adelaide Entertainment Centre               | —       |
| 30 juni      | Adelaide         | Australië                    | Adelaide Entertainment Centre               | —       |
| 12 juli      | Phoenix          | Verenigde Staten             | Footprint Center                            | —       |
| 13 juli      | Anaheim          | Verenigde Staten             | Honda Center                                | —       |
| 15 juli      | Inglewood        | Verenigde Staten             | Kia Forum                                   | —       |
| 18 juli      | San Francisco    | Verenigde Staten             | Chase Center                                | —       |
| 21 juli      | Seattle          | Verenigde Staten             | Climate Pledge Arena                        | —       |
| 22 juli      | Vancouver        | Canada                       | Rogers Arena                                | —       |
| 24 juli      | Edmonton         | Canada                       | Rogers Place                                | —       |
| 26 juli      | Winnipeg         | Canada                       | Canada Life Centre                          | —       |
| 29 juli      | Ottawa           | Canada                       | Canadian Tire Centre                        | —       |
| 30 juli      | Montréal         | Canada                       | Bell Centre                                 | —       |
| 1 augustus   | Québec           | Canada                       | Videotron Centre                            | —       |
| 3 augustus   | Detroit          | Verenigde Staten             | Little Caesars Arena                        | —       |
| 5 augustus   | Toronto          | Canada                       | Scotiabank Arena                            | —       |
| 6 augustus   | Toronto          | Canada                       | Scotiabank Arena                            |         |
| 8 augustus   | Boston           | Verenigde Staten             | TD Garden                                   | —       |
| 9 augustus   | Philadelphia     | Verenigde Staten             | Wells Fargo Center                          | —       |
| 11 augustus  | New York         | Verenigde Staten             | Madison Square Garden                       | —       |
| 14 augustus  | Newark           | Verenigde Staten             | Prudential Center                           | —       |
| 15 augustus  | Baltimore        | Verenigde Staten             | CFG Bank Arena                              | —       |
| 17 augustus  | Raleigh          | Verenigde Staten             | Lenovo Center                               | —       |
| 19 augustus  | Nashville        | Verenigde Staten             | Bridgestone Arena                           | —       |
| 20 augustus  | Atlanta          | Verenigde Staten             | State Farm Arena                            | —       |
| 22 augustus  | Tampa            | Verenigde Staten             | Amalie Arena                                | —       |
| 23 augustus  | Miami            | Verenigde Staten             | Kaseya Center                               | —       |
| 6 september  | Santiago         | Chili                        | Estadio Bicentenario de La Florida          | —       |
| 9 september  | Buenos Aires     | Argentinië                   | Movistar Arena                              | —       |
| 10 september | Buenos Aires     | Argentinië                   | Movistar Arena                              | —       |
| 14 september | São Paulo        | Brazilië                     | Interlagos Circuit                          |         |
| 16 september | Curitiba         | Brazilië                     | Arena da Baixada                            |         |
| 19 september | Brasilia         | Brazilië                     | Estádio Nacional de Brasília Mané Garrincha |         |
| 4 oktober    | Belfast          | Verenigd Koninkrijk          | SSE Arena                                   | —       |
| 5 oktober    | Belfast          | Verenigd Koninkrijk          | SSE Arena                                   |         |
| 7 oktober    | Glasgow          | Verenigd Koninkrijk          | OVO Hydro                                   | —       |
| 8 oktober    | Manchester       | Verenigd Koninkrijk          | AO Arena                                    | —       |
| 10 oktober   | Sheffield        | Verenigd Koninkrijk          | Utilita Arena                               | —       |
| 11 oktober   | Birmingham       | Verenigd Koninkrijk          | Utilita Arena                               | —       |
| 13 oktober   | Londen           | Verenigd Koninkrijk          | The O2 Arena                                | —       |
| 14 oktober   | Londen           | Verenigd Koninkrijk          | The O2 Arena                                | —       |
| 16 oktober   | Antwerpen        | België                       | Sportpaleis                                 | —       |
| 17 oktober   | Hannover         | Duitsland                    | ZAG Arena                                   | —       |
| 19 oktober   | Kopenhagen       | Denemarken                   | Royal Arena                                 | —       |
| 21 oktober   | Berlijn          | Duitsland                    | Uber Arena                                  | —       |
| 23 oktober   | Keulen           | Duitsland                    | Lanxess Arena                               | —       |
| 24 oktober   | Parijs           | Frankrijk                    | Accor Arena                                 | —       |
| 27 oktober   | Boedapest        | Hongarije                    | MVM Dome                                    | —       |
| 28 oktober   | Kraków           | Polen                        | Tauron Arena                                | —       |
| 30 oktober   | Praag            | Tsjechië                     | O2 Arena                                    | —       |
| 31 oktober   | München          | Duitsland                    | Olympiahalle                                | —       |
| 2 november   | Bologna          | Italië                       | Unipol Arena                                | —       |
| 4 november   | Parijs           | Frankrijk                    | Accor Arena                                 | —       |
| 5 november   | Parijs           | Frankrijk                    | Accor Arena                                 | —       |
| 7 november   | Décines-Charpieu | Frankrijk                    | LDLC Arena                                  |         |
| 9 november   | Barcelona        | Spanje                       | Palau Sant Jordi                            | —       |
| 11 november  | Madrid           | Spanje                       | Movistar Arena                              | —       |
| 21 november  | Hangzhou         | China                        | Hangzhou Olympic Expo Center                | —       |
| 22 november  | Hangzhou         | China                        | Hangzhou Olympic Expo Center                | —       |
| 24 november  | Shanghai         | China                        | Mercedes Benz Arena                         | —       |
| 25 november  | Shanghai         | China                        | Mercedes Benz Arena                         | —       |
| 26 november  | Shanghai         | China                        | Mercedes Benz Arena                         | —       |
| 3 december   | Saitama          | Japan                        | Saitama Super Arena                         |         |
| 7 december   | Abu Dhabi        | Verenigde Arabische Emiraten | Etihad Park                                 |         |
| Totaal       | Totaal           | Totaal                       | Totaal                                      | —       |